# Sinocorophium heteroceratum
Sinocorophium heteroceratum är en kräftdjursart som först beskrevs av Yu 1938.  Sinocorophium heteroceratum ingår i släktet Sinocorophium och familjen Corophiidae. Inga underarter finns listade i Catalogue of Life.